# Milo Machado Graner
Milo Machado Graner (nascido em 31 de agosto de 2008) é um ator francês. Ele é conhecido por seu papel no filme Anatomie d'une chute (2023), pelo qual recebeu diversos elogios, incluindo indicações aos prêmios Critics Choice e o Lumière.

## Vida
Machado Graner tem um irmão, Solan, com quem estrelou em En attendant Bojangles (2021).

## Filmografia

### Cinema
| Ano  | Título                         | Papel             | Nota |
| ---- | ------------------------------ | ----------------- | ---- |
| 2021 | En attendant Bojangles         | Alexandre         |      |
| 2021 | 8 Rue de l'Humanité            | Basile Boghassian |      |
| 2023 | Anatomie d'une chute           | Daniel Maleski    |      |
| 2024 | Spectateurs!                   |                   |      |
| TBA  | Ma mère, Dieu et Sylvie Vartan |                   |      |

### Televisão
| Ano  | Título                 | Papel          | Nota        |
| ---- | ---------------------- | -------------- | ----------- |
| 2021 | En thérapie            | Adam Dayan     | 3 episódios |
| 2022 | Alex Hugo              | Tristan Melino | 1 episódio  |
| 2022 | Heureusement qu'on s'a | Léo            | Telefilme   |